# Sciophila persubtilis
Sciophila persubtilis är en tvåvingeart som beskrevs av Polevoi 2001. Sciophila persubtilis ingår i släktet Sciophila och familjen svampmyggor. Arten är reproducerande i Sverige. Inga underarter finns listade i Catalogue of Life.